# パペッション
PUPPETION（パペッション）は、日本の6人組パフォーマンスグループ。
グループ名の「PUPPETION」は、「PUPPET（人形）」と「EMOTION（感情）」の造語で、感情を持った人形を意味する。

公式サイト　パペッション

## メンバー
| 名前         | メンバーカラー | 備考               |
| ------------ | -------------- | ------------------ |
| ミスタァパペ | シルバー       |                    |
| NOBUTO       | レッド         |                    |
| ATSUKI       | イエロー       | 2017年までブラック |
| KAJYA        | パープル       |                    |
| CO-L         | ブルー         |                    |
| Mr.TAP       | ホワイト       |                    |

## 略歴
2003年7月PUPPETIONを結成
2003年10月「ZIP FM」開局10周年記念ダンスコンテストで優勝
2006年2月「ラグーナ杯パフォーマンスコンテスト」準優勝
2010年3月ハワイ『HONOLULU FesTiVaL（ホノルルフェスティバル）』出演
2010年11月『勝川大道芸ジャパンカップ』準優勝
2017年9月メントス/mentosのWEB CMにミスタァパペが出演
2017年10月ラスベガス『AKI MATSURI』出演

## テレビ出演
- 中京テレビ放送『スーパーチャンプル』出演（2007年7月）[6]
- 中京テレビ放送『オードリーさん、ぜひ会って欲しい人がいるんです!』出演（2012年6月）[6]
- 日本テレビ『世界の果てまでイッテQ!』出演（2015年2月）[7]
- 日本テレビ『嵐にしやがれ』出演（2015年11月)[8]
- 中京テレビ放送『キャッチ!』出演（2017年5月）[9]
- ラスベガス『MORE FOX5』テレビ出演（2017年10月）[10]